# Business Basic
Business Basic  (BASIC para negocios) es una categoría de variantes del lenguaje de programación informática BASIC que se especializaron para el uso empresarial en minicomputadoras en las décadas de 1970 y 1980. Así en 1972, MAI Basic Four lanzó su primer intérprete de BASIC.
Business Basics añadió métodos de acceso a archivos indexados al conjunto normal de comandos BASIC, que fueron optimizados para otros accesos de entrada/salida, especialmente el control de visualización en terminales. Las dos principales familias de Business Basic son "MAI Basic Four" y "Data General Business Basic". Además, la empresa Point 4, que desarrolló el sistema operativo IRIS, tenía su propia versión de BASIC. El UniBASIC, propiedad de Dynamic Concepts de Irvine, también es un derivado del Point 4 BASIC.
En la década de 1980, Business Basics fue portado desde su entorno de su propietario original a muchas plataformas Unix, CP/M y a DOS. En la década de 1990, Business Basics fue portado a Linux y Windows, donde los entornos de desarrollo integrados de Business Basic pasaron a estar disponibles. Por esto, Business Basic sigue siendo ampliamente utilizado debido a la gran base de software de aplicación.